# Транспорт на Фарерских островах

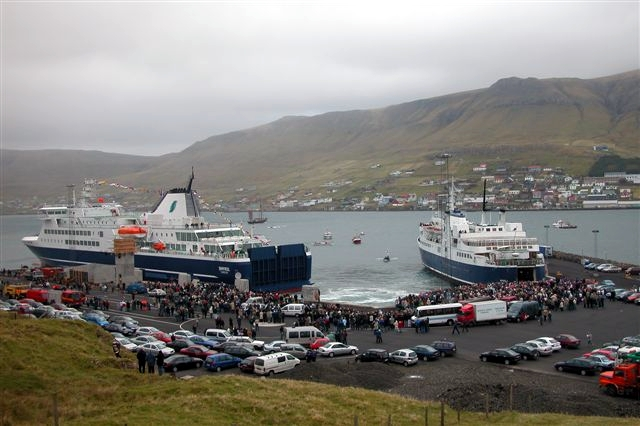
Паромы Strandfaraskip Landsins

Несмотря на небольшие размеры и значительную удалённость, Фарерские острова имеют развитую систему общественного и частного транспорта.

## История
История транспортной системы Фарерских островов можно разделить на четыре основных периода:

### XIX век и ранее
В этот период, растянувшийся с феодальной эры до начала XX столетия, транспортное сообщение на островах осуществлялось главным образом лодочным, пешим и, в отдельных местах, гужевым транспортом.

### Конец XIX — начало XX столетия
Во второй период, начавшийся в конце XIX века, появляются первые паромные переправы. Вначале паромы были частными, но постепенно приобрели роль общественного транспорта. Особый толчок к развитию паромной связи послужило появление автомобильного общественного транспорта в период между мировыми войнами. После второй мировой большую часть островов стало возможно достичь используя комбинацию паром — автобус или такси.

### Середина XX столетия
Третий период включает модернизацию паромного сообщения, появление автомобильных паромов, дающих возможность достичь любую часть островов на частном автомобиле. Во время второй мировой войны строится первый на островах аэропорт Вагар, который в 1963 году был реконструирован в гражданский международный аэропорт.
В течение этого периода дорожная сеть была значительно расширена, были построены тоннели для соединения удалённых долин и ущелий, таких как Квальба, Сандвик и Норддепил.

### С конца XX века по настоящее время

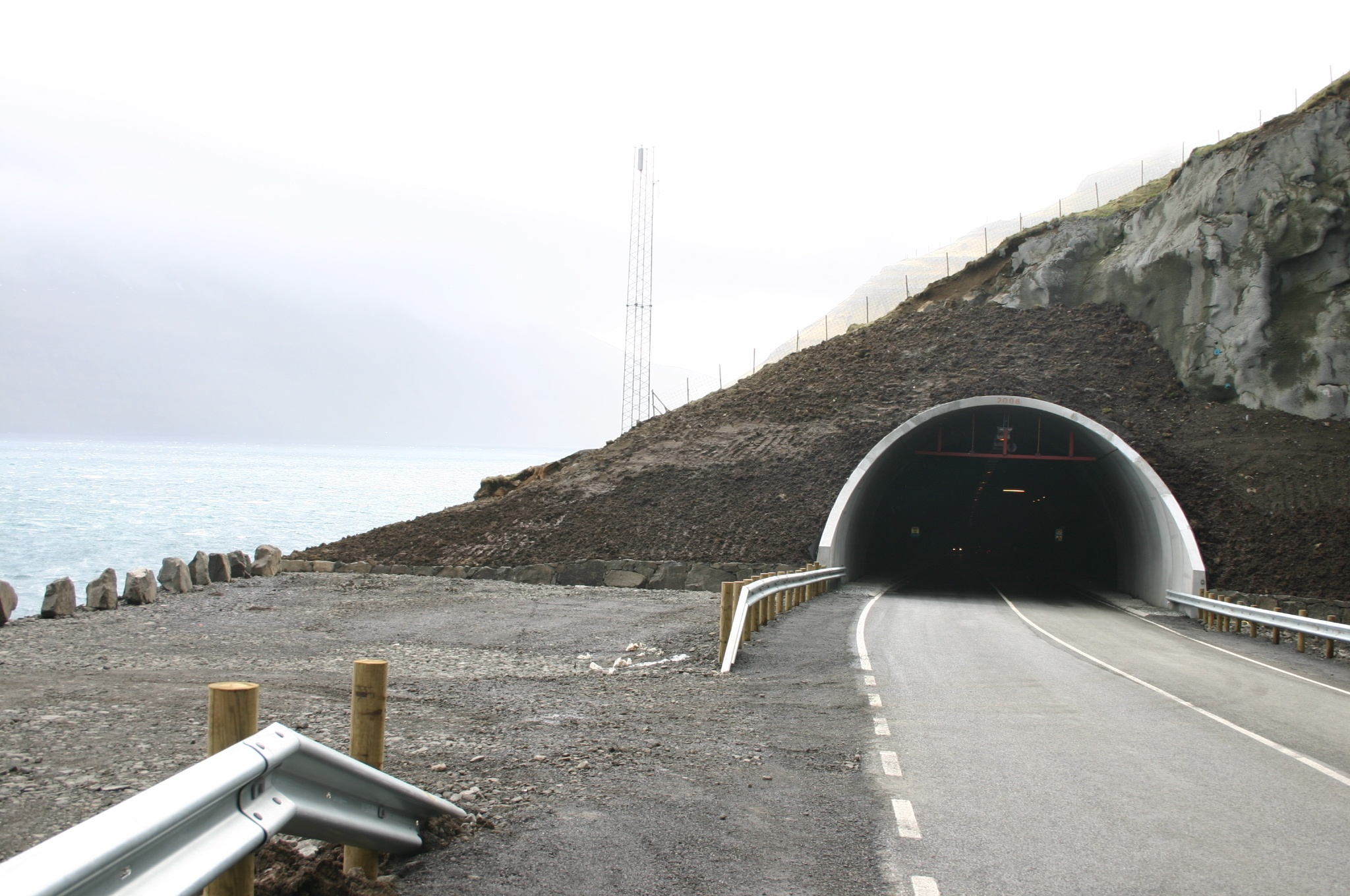
Въезд в тоннель Norðoyatunnilin

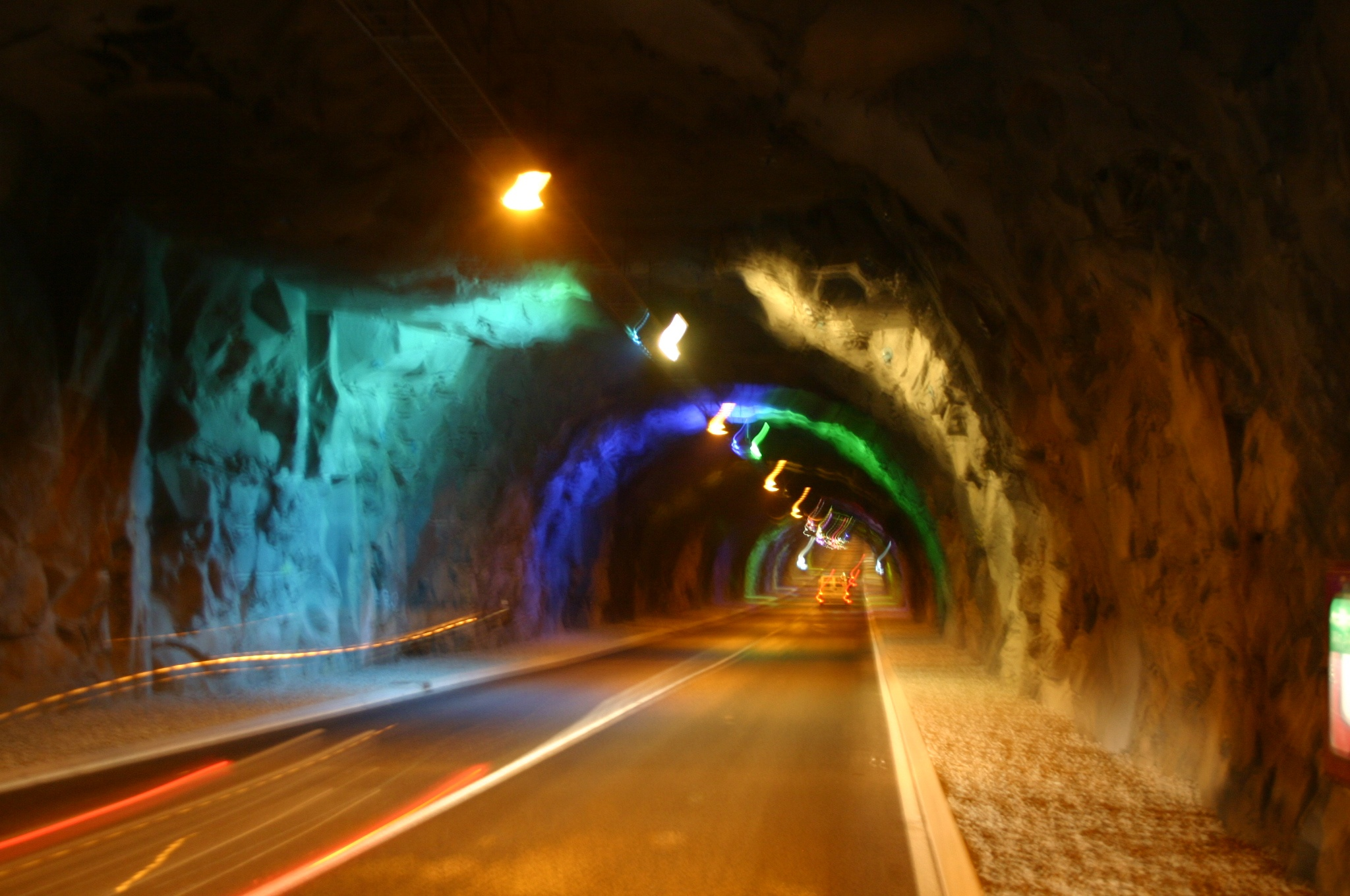
Внутри тоннеля Norðoyatunnilin

Четвёртый период начался с новых разработок. В 1973 году появились первые мосты между посёлками Нордскали на острове Эстурой и посёлком Несвик на Стреймое. В 1976 году открыт новый тоннель между Нордскали и остальной частью острова Эстурой. Вместе с мостом эта система связала два крупнейших острова архипелага в то, что теперь называют «Meginlandið» — «Материк».
В 1975 году был сооружён мост-дамба между островами Видой и Бордой, в 1986 схожая система соединила острова Бордой и Куной, а к 1992 была построена дорога 1-го класса, соединившая столицу Фарер Торсхавн с северными районами архипелага.
Новейшей разработкой фарерской транспортной сети являются тоннели под морским дном. В 2002 был открыт тоннель между островами Стремой и Вагар, на последнем расположен единственный фарерский аэропорт. В 2006 тоннель Norðoyatunnilin соединил острова Эстурой и Бордой. Проезд по этим двум тоннелям платный, остальные остаются бесплатными. Таким образом в настоящее время около 85 % территории Фарерских островов может быть достигнуто на автомобиле.
Фарерские острова в настоящее время имеют развитую транспортную систему основанную на автодорогах, паромах и вертолётах. Международная связь осуществляется как воздушным, так и морским транспортом.

## Автомобильные дороги
Всего: 458 км (1995)
с твёрдым покрытием: 450 км
с грунтовым покрытием: 8 км

### Автобусное сообщение
Автодороги стали важнейшими транспортными артериями Фарерского архипелага. На островах действует развитая автобусная сеть — с красно-окрашенными автобусами Bussleiðin, обслуживающими Торсхавн, и синими Bygdaleiðir, связывающими остальные острова. Большинство автобусов современные, построенные компанией Volvo.

## Железные дороги
В связи с горным рельефом, маленьким населением и сравнительно небольшими расстояниями железные дороги на островах отсутствуют.

## Порты и гавани
- Торсхавн
- Клаксвик
- Твёройри
- Рунавик
- Фуглафьёрур

## Торговый флот
Всего: 6 кораблей (водоизмещением 1000 регистровых тонн и более), всего 22 853 РТ/13 481 метрических тонн (1999)
корабли по типу: Грузовых судов 2, бензиновый танкер 1, рефрижераторное судно 1, Ролкер 1, пассажирское 1.

## Аэропорты
На островах действует один-единственный аэропорт Вагар.